# John Lionel Kotalawela

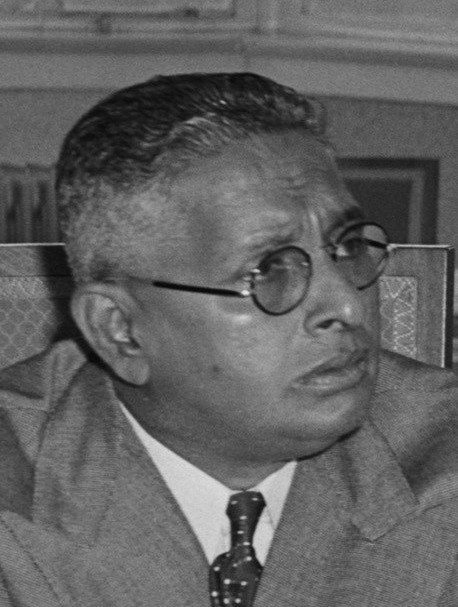
John Kotelawala (1951)

Sir John Lionel Kotalawela (singhalesisch මත් ජොන් ලයනල් කොතලාවල; * 4. April 1895; † 2. Oktober 1980 in Colombo) war ein sri-lankischer Politiker und Militär. Von 1953 bis 1956 war er der Premierminister Ceylons (heute Sri Lanka).

## Herkunft und Karriere
Kotalawelas Vater John Kotelawala Senior war Inspektor der Ceylon Police Force. Nach dessen Selbstmord wurde seine Mutter Alice Kotelawala, geb. Attygalle Mittelpunkt der Familie, die auch für die wirtschaftliche Konsolidierung der Familie sorgte. Nach einem längeren Aufenthalt in Europa begann Kotelawala 1922 eine Militärkarriere bei der Ceylon Light Infantry als Second Lieutenant. 1939 wurde er Kommandeur der Ceylon Light Infantry, ab 1942 im Rang eines Colonel und war als solcher auch Mitglied des ceylonesischen Kriegskabinetts.

## Politische Karriere
Mit der Unabhängigkeit Ceylons wurde Kotelawala für die United National Party in den Senat gewählt. Am 12. Oktober 1953 wurde er Premierminister Ceylons als Nachfolger Dudley Shelton Senanayakes. Am 12. April 1956 wurde der singhalesische Nationalist S. W. R. D. Bandaranaike sein Nachfolger als Premierminister. Nach seiner Abwahl als Premier hielt sich Kotelawala längere Zeit im englischen Kent auf und kehrte erst Mitte der 1970er Jahre nach Sri Lanka zurück. Nach seinem Tod wurde er 1980 mit militärischen Ehren am Independence Square in Colombo kremiert.

## Ehrungen
John Lionel Kotalawela erhielt zahlreiche Ehrungen. Er war unter anderem Ritter des Order of the British Empire (KBE). Die Militärakademie Sri Lankas (General Sir John Kotelawala Defence University), die sich auf dem Anwesen Kotelawala befindet, ist nach ihm benannt.